# Critérium de Saitama
Le critérium de Saitama (ツール・ド・フランス さいたまクリテリウム, Tūru do Furansu Saitama kuriteriumu, Tour de France - Saitama Critérium) est une compétition cycliste japonaise lancée en 2013 par Amaury Sport Organisation. La première édition est disputée le 26 octobre 2013.

## Palmarès

### Podiums
| Année                               | Vainqueur          | Deuxième         | Troisième          |
| ----------------------------------- | ------------------ | ---------------- | ------------------ |
| Le Tour de France Saitama Critérium |                    |                  |                    |
| 2013                                | Christopher Froome | Peter Sagan      | Rui Costa          |
| 2014                                | Marcel Kittel      | Peter Sagan      | Alexander Kristoff |
| 2015                                | John Degenkolb     | Fumiyuki Beppu   | Christopher Froome |
| 2016                                | Peter Sagan        | Sho Hatsuyama    | Christopher Froome |
| 2017                                | Mark Cavendish     | Fumiyuki Beppu   | Yusuke Hatanaka    |
| 2018                                | Alejandro Valverde | Geraint Thomas   | Yukiya Arashiro    |
| 2019                                | Yukiya Arashiro    | Egan Bernal      | Primož Roglič      |
| 2022                                | Jasper Philipsen   | Jonas Vingegaard | Geraint Thomas     |
| 2023                                | Tadej Pogačar      | Sepp Kuss        | Peter Sagan        |
| 2024                                | Biniam Girmay      | Mark Cavendish   | Primož Roglič      |

### Classements annexes
| Année | Classement par points | Grand Prix de la montagne | Meilleur jeune | Prix de la combativité | Classement par équipes | Prix Kawamuro    |
| ----- | --------------------- | ------------------------- | -------------- | ---------------------- | ---------------------- | ---------------- |
| 2013  | Fumiyuki Beppu        | Rui Costa                 | Peter Sagan    | Fumiyuki Beppu         | Cannondale             | Kazushige Kuboki |

| Année | Classement par points | Grand Prix de la montagne | Meilleur jeune   | Prix de la combativité | Classement par équipes | Classement par équipes japonais |
| ----- | --------------------- | ------------------------- | ---------------- | ---------------------- | ---------------------- | ------------------------------- |
| 2014  | Vincenzo Nibali       | Rafał Majka               | Peter Sagan      | Fumiyuki Beppu         | Giant-Shimano          | Aisan Racing                    |
| 2015  | Yusuke Hatanaka       | Romain Bardet             | Romain Bardet    | Yukiya Arashiro        | Trek Factory Racing    | Aisan Racing                    |
| 2016  | Marcel Kittel         | Romain Bardet             | Adam Yates       | Fumiyuki Beppu         | Tinkoff                | Bridgestone Anchor              |
| 2017  | Greg Van Avermaet     | Christopher Froome        | Alberto Bettiol  | Warren Barguil         | BMC Racing             | Aisan Racing                    |
| 2018  | Alexander Kristoff    | Vincenzo Nibali           | Kota Yokoyama    | Matteo Trentin         | Special TDF Japan Team | Matrix Powertag                 |
| 2019  | Matteo Trentin        | Romain Bardet             | Egan Bernal      | Jakob Fuglsang         | Mitchelton-Scott       | Team Ukyo                       |
| 2022  | Mark Cavendish        | Simon Geschke             | Jasper Philipsen | Yukiya Arashiro        | Movistar               | Aisan Racing                    |
| 2023  | Mark Cavendish        | Giulio Ciccone            | Tadej Pogačar    | Christopher Froome     | Jumbo-Visma            | Aisan Racing                    |
| 2024  | Jasper Philipsen      | Romain Bardet             | Biniam Girmay    | Christopher Froome     | Astana Qazaqstan       | Shimano Racing                  |